# Románia történelme

Románia területi változásai 1859–2014

A szomszédos Románia, illetve a román nép történelme a középkortól szorosan kapcsolódik Magyarország és a magyar nép történetéhez. Már a román nép eredete illetve a dák–római folytonosság elmélete is erősen vitatott a két ország történészei között, de a nemzetközi történettudomány köreiben is. A két ország kapcsolatai különösen bonyolulttá váltak 1918 után, amikor a trianoni békediktátum az Erdély (és más történelmi régiók egy része) területén élő magyarok is, a magyar kultúrközösség alkotórészeiként Románia fennhatósága alá kerültek.

## Történelmi-földrajzi felosztás

Történelmi régiók a mai Románia területén

Románia mai területének döntő részét három nagy országrész, az egykori magyar terület Erdély (Transilvania), Havasalföld (Țara Românească) és Moldva (Moldova) alkotja. Az ország nyugati és keleti felét a Kárpátok hegyvonulata élesen elválasztja egymástól. Míg az ország nyugati felét alkotó (tágabban értelmezett) Erdély történelmi és kulturális szempontból Közép-Európához sorolható, addig a keleti országrészeket történelmük és kultúrájuk Kelet-Európához, illetve Délkelet-Európához, a Balkán-félsziget területéhez köti.
További nagyobb országrészek a Fekete-tenger partján fekvő (Észak-)Dobrudzsa, valamint az a két nyugat-romániai tájegység, amelyek eredetileg nem tartoztak a történelmi Erdélyhez: az egykori Partium és Kelet-Bánság. Erdély történelmileg csak a nyugati országrész hegyektől körülvett belső medencéjét jelentette, ma már azonban legtöbbször az egész egykori Magyarországhoz tartozó területet értik alatta. Havasalföldet két nagy történelmi tájegység alkotja, Olténia és Munténia.

## Románia területe a román fejedelemségek előtt
A mai Románia földje az ősidőktől lakott. Az eddig ismert legrégebbi régészeti leletek kb. 24 000 évesek. Az ott élő népek első írásos említése Hérodotosztól való i. e. 440 környékéről. Amikor a rómaiak megközelítették az Al-Duna vidékét, a folyón túl dák törzsek éltek. A dákokat tekinti a román hivatalos történetírás a románok ősének. A dákok földjét, Daciát, vagyis a mai Erdély egy részét és Olténiát a rómaiak 87-ben elfoglalták és provinciát szerveztek ott. Ezt a népvándorlás népeinek nyomására 271-ben feladták. E szűk kétszáz év elég volt – a dákoromán elmélet szerint – a lakosság ellatinosítására.
A népvándorlás folyamán a gótok, majd a hunok szerveztek rövid életű államot a területen. A gepidák állama valamivel tartósabb volt. A szlávok is elérték a területet az 5-7. században, a jelenlétüket gazdagon bizonyítják a régészeti leletek, ilyen a Ipotești–Cândești-kultúra is. Őket az avarok követték, majd a honfoglalás előtt egy ideig a magyarok ellenőrizték a Kárpátokon kívüli területeket.
Erdély a 10. századtól a Magyar Királyság része volt, Havasalföld és Moldva területe pedig sztyeppi nomádok birtoka volt: besenyők, úzok, kunok követték egymást a tatárjárásig (lásd még: Kunország).

## A románok története
A történeti forrásokban blach, vlach néven, vagy e nevek más változataival említett etnikum először Geórgiosz Kedrénosz bizánci görög író krónikájában jelenik meg. Kedrénosz a 10. század utolsó harmadában őket a Dunától délre élő bolgárok szomszédaiként említi. Az Annales Barenses 1025-ben ugyancsak ezen a néven szerepelteti, minden bizonnyal a balkáni román népet. Később azonban a vlach szónak más jelentései is előfordultak, részint a térségben élő más újlatin csoportokra, mint a magyarországi frankokra, részint pedig, etnikumtól függetlenül, minden balkáni nomád pásztornépre vonatkoztatták azt, akik a török terjeszkedéstől hajtva  a Balkánról észak felé vándoroltak állataikkal. Bizonyosnak látszik azonban, hogy a 10–12. században keletkezett bizánci források által említett blach nép a neolatin román néppel azonos. Ezek a források bőségesen szolgáltatnak adatokat a Bizánc érdekkörébe tartozó balkáni románokról.
A nyelvészeti adatok alapján a román nyelv és nép kialakulása a 10. században fejeződhetett be a délkelet-európai romanizált lakosság és a déli szlávok összeolvadásából, amely folyamatban a latin nyelven beszélő lakosság játszotta a nagyobb szerepet.
A 10. század végétől egyre gyakrabban fordul elő hiteles bizánci történeti forrásokban a román (vlach) nép, megkülönböztetve szláv szomszédaitól. A vlach (ejtsd: vlah) népnévből ered magyar nyelvben az oláh szó. Önmagukat a „római” jelentésű ruman névvel jelölték (A Bizánci Birodalom lakói ugyancsak „rómaiaknak” nevezték magukat). A magyarok egészen a 20. század elejéig az oláh szót használták a románok megnevezésére, mára azonban ez a név gúnynévnek számít. Eredetileg egyébként ez a szó mindenféle újlatin nyelven beszélő embert jelentett, az olasz szó alakváltozata.
A 11. században Bizánc leverte a bolgárokat, és a Balkán-félszigeten élő szerbek, bolgárok, románok mind a görögök alattvalói lettek a 12. század végéig. A vlachok ekkor is juhtenyésztő, nomád transzhumáló pásztorkodást folytattak.
A román pásztortársadalom differenciálódásával vezetők emelkedtek ki, megjelent, majd megerősödött a katonai kíséretük, akik kisebb-nagyobb zsákmányszerző hadjáratokra is vállalkoztak. Jóannész Kinnamosz bizánci történetíró feljegyzéseiből ismeretes, hogy I. Manuél bizánci császár 1166-ban Magyarország ellen támadó hadseregében nagyrészt román katonák harcoltak.
A románság egy része fokozatosan áttelepült a Duna északi partjára, és a Déli-Kárpátok déli lejtői és a folyam között végzett transzhumáló juhtenyésztést, majd megjelentek a Keleti-Kárpátok külső lejtőin is. A nagy hegyek déli és keleti lejtői és az előttük folyó vizek a legalkalmasabbak a legelőváltó állattenyésztés számára. Erdély belső vidékei erre alkalmatlanok, ezért ott csak később jelentek meg a románok. A források szerint a 13. század első évtizedeiben Havasalföld és Moldva területén vegyes lakosság élt, románok, szlávok és kunok egyaránt. A románok társadalmi fejlődésük korai szakaszában számos szláv eredetű és nevű intézményt, fogalmat vettek át, mint a kenézségek és a vajdaságok, amik aztán később román nevet is kaptak. A kenézek a faluközösségek választott vezetői voltak. Ők tárgyaltak az idegenekkel a falu nevében, legfontosabb szerepük az igazságszolgáltatás volt a helyi ügyekben. A védelmi célokból egyesült faluközösségek választott katonai vezetőit nevezték vajdának (voievod).

### Havasalföld

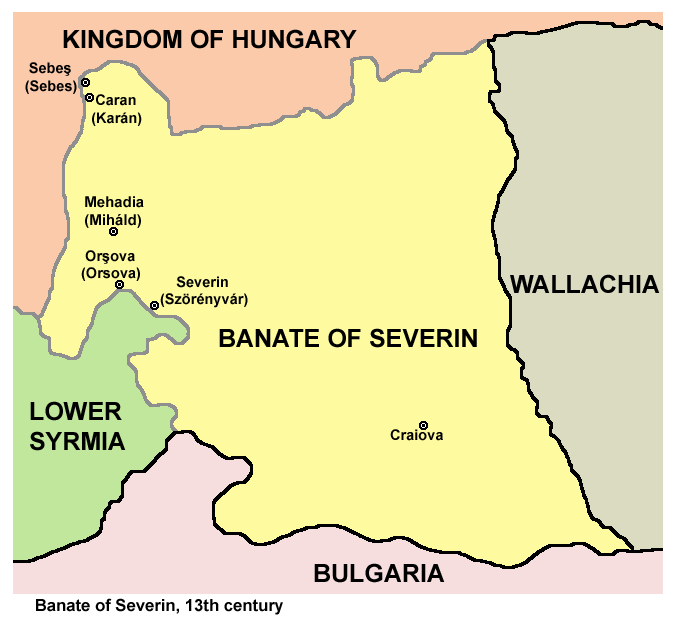
A Szörényi bánság a 13. században

Havasalföld (Havaselve) területének nagy része a 13. század elejétől a Magyar Királyság uralma alatt volt. Már Imre magyar király (1196-1204) létrehozta a Szörényi bánságot. II. András magyar király (1205-1235) viselte a „kunok királya” címet is, ami a Havaselve feletti uralmát jelképezte, az itteni kunokra utalva. Az ezen a területen létrejött román kenézségek és vajdaságok IV. Béla 1247-ben kiadott oklevelében szerepelnek. IV. Béla még „ifjabb király” korában megalapította a Milkói püspökséget a terület lakosságának keresztény hitre térítésére. A tatárjárás elsöpörte a kunokat a Havasalföldről, IV. Béla az újabb tatár betörések ellen hívta be a johannita lovagokat. Az Erdélyből Bulgária és a Fekete-tenger felé haladó kereskedelmi útvonalakon főleg erdélyi szász kereskedők közlekedtek. Ők alapították, magyar telepesekkel együtt, Havasalföld első városát, Hosszúmezőt.
A tatárjárás után meggyengült Magyar Királysággal szemben felerősödtek a havasalföldi román kenézek és vajdák függetlenedési törekvései. Az első jelentős ilyen mozgalmat Litovoi vajda vezette. 1274-ben a szomszédos kenézségeket egyesítve, elfoglalta a Szörényi bánság egy részét. Az ellene küldött királyi csapatok azonban leverték lázadását, az ütközetben ő maga is elesett, Bărbat nevű öccsét pedig foglyul ejtették. Később Bărbatot váltságdíj ellenében szabadon engedték és hűbéresként megkapta Litovoi vajdaságát.
A 14. század első felében I. Basarab havasalföldi fejedelem egyesítette a tartományt és hosszabb időre is biztosítani tudta függetlenségét Magyarországtól. Utódai újra elfogadták a magyar király főhatalmát, annak hűbéresei lettek. Basarab unokája, Vladislav hűsége fejében megkapta Nagy Lajostól Szörényvárat és az erdélyi Fogaras és Omlás birtokait.

### Moldva
A 13. században a későbbi Moldva területén is apró román etnikumú kenézségek alakultak a kijevi nagyfejedelemség, majd a halicsi orosz fejedelemség keretében. Amikor a tatárok az orosz fejedelemségeket legyőzték, Moldva is tatár uralom alá került.
A század második felében a tatárok uralma alatt álló Moldva területén már élénk, főleg észak-déli irányú átmenő kereskedelmi tevékenység folyt. Kereskedőtelepek, városok is kialakultak, leginkább a bizánci görög kereskedők kezdeményezésére, mint Kilija. A bizánci hatalom hanyatlása idején az itteni kereskedelmi pozíciók a genovaiak kezébe kerültek, akiknek a legfontosabb telepe a Krím félszigeten lévő Kaffa városában volt. A konkurens velenceieknek is voltak telepeik a tengerparton. Az itáliai kereskedők többek között a lembergi német és az erdélyi szász kereskedőkkel alakítottak ki tartós gazdasági kapcsolatokat. Utóbbiak is alapítottak városokat a kereskedelmi útvonalak mentén, ezek közül a leghíresebb Baia volt (magyarul Moldvabánya), aminek fennmaradt 1300-ból származó pecsétje is. Később a román lakosság is létrehozta városi jellegű településeit a későbbi vajdák székhelyein és kolostorok közelében.
Moldva területe főleg a jövedelmező átmenő kereskedelme miatt vonzotta a középkori lengyel és a magyar állam érdeklődését. Nagy Lajos kísérletet tett a tartomány befolyása alá vonására hűbérese, Dragoș vezetésével, de annak utódait legyőzte Bogdán, aki addig a magyar fennhatóság alatt élő máramarosi románok vezetője volt, de a 14. század derekán követőivel együtt áttette székhelyét Moldvába és létrehozta a független moldvai román fejedelemséget.
A moldvai fejedelemség Baia székhellyel kezdetben csak a Moldova folyó völgyére terjedt ki, de következő fél évszázad alatt kiterjedt és a környező kisebb kenézségek bekebelezésével határai elérték délen a Dunát és a Fekete-tengert.

### Havasalföld és Moldva török fennhatóság alatt
A két román fejedelemség kialakulása egybeesett a balkáni török terjeszkedés megindulásával. A Öreg Mircea havasalföldi fejedelem csapatai részt vettek a török elleni rigómezei csatában a szerbek oldalán. A vereség után Havasalföld is adófizetésre kényszerült a töröknek, de csak további, váltakozó kimenetelű katonai összecsapások után következett be 1418-ban a török fennhatóság, ami aztán egészen a 19. század második feléig tartott. A tartomány belpolitikai önállósága bizonyos fokig megmaradt, de gyakorlatilag a török szultán választotta ki a fejedelmeket, és szoros ellenőrzés alatt tartotta őket. Az 1521 és 1546 közötti 25 évben 11 fejedelem váltotta egymást. A 16. század utolsó harmadában pedig a számos fejedelem közül mindössze ketten haltak meg természetes halállal. A Havasalföld által évente fizetett adó súlyos terhet jelentett a jobbágyságra, külpolitikai mozgástere pedig egyáltalán nem volt helyi vezetőknek.
Moldva távolabb esett a török előrenyomulás fő irányától, ezért valamivel tovább meg tudta őrizni függetlenségét. Alexandru cel Bun fejedelem idején (1400-1432), aki laza hűbéri viszonyban állt a Lengyel Királysággal, a Moldvai Fejedelemség elérte legnagyobb területi kiterjedését a Kárpátoktól a Dnyeszterig és a Prut jobboldali mellékfolyójától, az északi Cserenus folyótól a Duna deltájáig. Havasalfölddel a Milkó folyó volt a határ. A román nacionalizmus 19. századi feléledése, a Nagy-Románia megteremtésére irányuló törekvések során Moldvának ez a kiterjedése máig tartó hivatkozási alap lett. A 15. század ötvenes éveiben azonban, katonai vereségek nyomán, Moldva is török befolyás alá került.

Az Erdélyi Nagyfejedelemség címere

### A románok Erdélyben
Az első hiteles oklevél, amiből kitűnik, hogy románok éltek Erdélyben, II. András magyar király 1202 és 1209 között keletkezett oklevele volt, ami kivette a  románok birtoklása alól (exempta de Blacis) az Olt, az Eger patak és az Árpás patak közötti földet azt és a kerci cisztercita monostornak adományozta. A szervezett román társadalmi csoportok jelenlétét mutatja IV. Bélának a johannita lovagrendnek adott 1247. évi oklevele is.
Erdély lakosságának alapvető etnikai keretei már a 13. század folyamán kezdtek kialakulni. II. Géza magyar király Flandriából és a Rajna vidékéről németeket telepített le a Kis- és a Küküllő alsó folyása mentén, az Olt és a Maros között, valamint a később Beszterce-Naszód vármegye addig túlnyomórészt lakatlan területén. Később még más német betelepítések is történtek, és kialakult az erdélyi szászok népcsoportja. A magyarok a 10. századtól kezdve a Maros és a Szamos völgyéből továbbhaladva főleg s következő későbbi vármegyék: Szolnok-Doboka, Alsó-Fehér, Kolozs, Torda, Kis-Küküllő, Nagy-Küküllő és Hunyad vármegye területén települtek meg. A székelyek először a később Székelyudvarhely, majd Csík vármegye és Háromszék, aztán Marosszék és Aranyosszék vidékén telepedtek meg.
A románok betelepedése a 13. század elejétől szinte állandóan erősödő folyamat volt, aminek eredményeképpen a 16. századra Verancsics Antal érsek közlése szerint Erdély lakosságának egynegyede román lett.A 18. század végére pedig az összlakosságon belüli arányuk már meghaladta az 50%-ot. A 18. századtól kezdve elindultak az erdélyi románok önállósodási törekvései, ennek volt része a Horea-féle lázadás.

#### A románok erdélyi betelepülésének földrajzi keretei
Egészében véve az erdélyi román településterület öt nagy földrajzi egységében kétszáz év alatt sok száz új román falu keletkezett. Ezek azonban gyakran csak tanyák vagy ideiglenes szállások voltak, kevés lakossal. A népsűrűség tehát erősen különbözött, a románok lakta területeken a felénél is kevesebb volt, mint a magyarok és szászok települési területein, az eltérő foglalkozási struktúra miatt.

##### Dél-erdélyi hegyvidék
Az itteni, a Fogaras környékén élő románok jelennek meg elsőként a Magyar Királyság területén az írásos forrásokban, II. András magyar király 1202 és 1209 között keletkezett oklevelében. A század vége felé megjelennek az oklevelekben a törcsvári és a Szeben megyei királyi uradalmak románjai is. A marosillyei földesúr 1292-ben kapott engedélyt románok betelepítésére, hogy gyarapítsa jobbágyai számát. A 14–15. században közel kétszáz román falu jött létre a területen. Mellettük a legeltető állattartás szükségleteinek megfelelően ideiglenes, nyári hegyi szállásokat használtak.

##### Bánság
A Bánság területén a románok nagyobb számban a 14. században tűntek fel; a síkságon a szerbek, a hegyvidéken a románok voltak többségben. A kapcsolódó Maros menti vidéken magyarok, szerbek és románok éltek.

##### Erdélyi Középhegység
A gyulafehérvári káptalan zalatnai és nagyenyedi birtokaira 1272 és 1290 között kezdett el románokat telepíteni. A 14. században királyi várak környékén és földesúri birtokokon egyaránt sok új román falu jött létre. A Fehér-Körös völgyében a helynevek tanúsága szerint szláv, magyar és román falvak voltak. A világosi vár környékén a hegyekben mintegy száz román falu volt a 16. század elején, a síkság szélén viszont tizennégy kisvárosban és faluban magyarok éltek. A Körösök közti hegyvidéken, a Fekete-Körös forrásvidékén, a váradi püspök birtokán szintén a 13. század végén jelentek meg a románok. A 16. század közepén készült összeírás szerint a püspöki birtok nyugati részén 17 magyar és 59 román, a keleti részen 10 magyar és 96 román falu volt. A Telegdi család egyik birtokán ekkoriban 45 román falu volt, Sólyomkő királyi vár körül pedig a 19 magyar faluval szemben negyven román települést jegyeztek fel. A Sebes-Körös bal partján a magyarok voltak többségben, de a Berettyó forrásvidékén álló Valkó vára környékén négy magyar és tizenhárom román falut írtak össze. Negyven év múlva a román települések száma már harmincöt volt itt.
Az Erdélyi-középhegység keleti oldalán a 15. század végén a románok aránya elérte a magyarokét, sőt a Sebes-Körös forrásvidékén lévő sebesi királyi várbirtok területén a 16. század elején már többségbe kerültek: 1519-ben a várhoz nyolc magyar és tizenöt román falu tartozott.

##### Máramaros, észak-erdélyi hegyvidék
Ez a terület a 13. század végéig állandó lakosok nélküli királyi vadászterület volt. Az első magyarok és szászok letelepedése a 14. század elejére tehető. Mintegy két évtized múlva megjelentek a román telepesek, később az ukránok is. Ekkoriban a románok létszáma még nem érte el az összes lakosság felét. Szolnok-Doboka megye északi részén, a Lápos-hegység környékén a középkor végére a románok többségbe kerültek. A királyi birtokok már a 14. század elején a Bánffy család kezére jutottak, akik a területre románokat telepítettek, akik a 15–16 századra többségbe kerültek. Az aranyosmeggyesi uradalom területén a 15. században négy ukrán faluval szemben tizennyolc román falu volt. A Nagybánya melletti erdős vidéken nyolc,  a Lápos folyó mentén és a közeli hegyekben összesen negyvenkilenc román falu jött létre. A máramarosi terület román helynév-anyagának alaprétege azonban mindenütt magyar, az uradalmak gazdasági központjai magyar és szász falvak voltak.

##### Mezőség
Az eredetileg magyar és német települési területen a magyar földesurak a 14. század második felétől a munkaerő gyarapítása céljából románokat hívtak be, akiket a magyar és a szász falvak mellett alapított ikerfalvakban telepítettek le. Így keletkeztek a párhuzamosan Magyar-, Oláh- illetve Szász előnevű falvak, mint például Bányabükk esetében. Kolozs megyében tizenöt, Torda megyében öt, Küküllő megyében négy román ikerfalut lehet kimutatni a forrásokban.
A 15. század végén az oláh előnevű falvak még inkább ideiglenes szálláshelyekként működtek, a románok juhnyájaikkal folytatták a nomadizálást, új legelőterületet és más földesurat keresve maguknak. 1461-ben a hagyományos román adónem, a már a Balkánon alkalmazott juh-ötvened adószedői közel kétszáz faluban írtak össze román pásztorokat. De gyakran előfordult, hogy a következő évben már nem találták ott a románokat.

#### A románság gazdasági és társadalmi helyzetének alakulása Erdélyben
A magyar állam területén álló románok helyzete betelepülésük ideje és jellege szerint változatos volt. A 13. század elején főleg a királyi várkerületekben éltek, mivel betelepítésük katonai és gazdasági érdekből történt, és földesuruk a király volt. Katonai szolgálatot teljesítettek, részt vettek az 1213. évi bulgáriai és az 1260-os morvaországi hadjáratokban, I. Lajos magyar király, Zsigmond és Hunyadi János harcaiban. Személyileg szabad emberek voltak, a balkáni gyakorlat, az úgynevezett „oláh jog” (ius valachicum) szerinti adót fizették, 50 juh után egyet szolgáltattak be. Ennek az adónak a neve a Balkánon még travnina („fűpénz”), volt, Magyarországon ötvenednek nevezték; latin neve, a quinquagesima magyarországi dokumentumban először 1293-ban fordul elő. A 14. század derekán már sok helyen pénzben váltották meg; bizonyos egyházi birtokokon viszont ötvened helyett tizedet fizettek.
A királyi várbirtokokon élő románok bizonyos önkormányzatot élveztek. Választott vezetőik a kenézek és a vajdák voltak., akik közigazgatási funkcióik, katonai szolgálatuk révén kiemelkedtek a közromán pásztorok közül. Anyagi felemelkedésük alapja az úgynevezett „szabad falu” volt, ami általában a királyi várnagy által birtoklásra átengedett erdőterület volt, amit irtásra, legelővé tételre átengedtek a román pásztoroknak közös használatra. A kenézek ezen földek fokozatos kisajátításával saját földmagántulajdonra tettek szert
szerzésére használták fel. A királyok a kenézek hadi szolgálatait hamarosan a szabad falvak örökölhető birtokjogának adományozásával kezdték jutalmazni. A kenézi réteg elindult a magyar feudális uralkodó osztályba való felemelkedés útján, a leggyorsabban Máramarosban. Az itteni román vezető réteg a 13. században kitüntette magát a tatár betörések elleni harcban, ennek fejében magyar nemességet kaptak. A 14. század végére Máramarosban már román nemesi osztály alakult ki. A déli, már a törököktől veszélyeztetett határvidéken különösen Hunyadi János adott nemességet számos kenéznek és vajdának. Hasonló folyamat zajlott le a bánsági román kerületekben is. A román falvak többsége Hátszeg, Máramaros ás a Bánság vidékén a kenézek és vajdák birtoka lett. Az egyházi birtokokon élő román vajdák „egyházi nemességet” kaptak, ami szintén örökletes kenézi jog volt. Ennek fejében katonai szolgálatot teljesítettek a püspöki bandériumban.
A nemesi rendbe emelkedett románok egy része később katolizált és elmagyarosodott. Máramaros, Krassó-Szörény vármegyékben, Hunyad megye déli részén, Fogaras vidékén gyakorlatilag az egész nemesség román származású volt. Hunyadi János familiárisai között is szép számmal voltak jelen. A 15. században a román etnikumú nemesek közül négy szörényi bán és három főispán került ki. A Drágffy család ismert szerepe mellett az ugyancsak román származású Csulai család egy egri nagyprépostot, jajcai és nándorfehérvári bánokat adott az országnak.

##### A román jobbágyság
Magyarország peremterületein a románság egy része a katonáskodás révén kiemelkedhetett a magyar nemesség soraiba, de királyság belső területein másféle folyamat zajlott le. Itt az uralkodó a tatárjárás után a királyi birtokok nagy részét eladományozta híveinek. A magánbirtokosok az ott élő románokat is, a választott kenézekkel és vajdákkal együtt jobbágysorba süllyesztették magyar jobbágyaik mellé. Megindult a pásztorkodó románok végleges letelepedése, a pásztorszállások állandó falvakká alakulása. A nomadizáló pásztorkodás helyébe a téli és nyári legelőket váltó, transzhumáló pásztorkodás lépett. Ez évszázadokon át jellemző gazdálkodási forma maradt egészen a földművelés uralkodóvá válásáig a 18. században.
A jobbágyság fokozódó kizsákmányolása számos erdélyi parasztmozgalom kirobbanásához vezetett. 1400-ban román és szerb jobbágyok támadták meg az Arad megyei nemességet és a városi polgárokat. 1433-ban a fogarasi és barcasági román jobbágyok lázadtak fel. 1437-ben Erdély déli részén Kardos János és Budai Nagy Antal vezetése alatt magyar-román parasztfelkelés tört ki a szász patrícíusok ellen. A felkeléseket természetesen leverték, súlyosan megtorolták, de a körülményeken nem javítottak, sőt. A katolikus egyház a tizedjövedelem fokozása érdekében térítő akciókat szervezett a románok körében, az inkvizíciót is bevetve.
Az erdélyi román jobbágyság, sőt a máramarosi román kisnemesség is részt vett a Dózsa György-féle parasztfelkelésben is.

## Havasalföld és Moldva története 1918-ig

A mai Románia területe 1713-1812

A Havasalföldön és Moldvában kialakuló román fejedelemségek a 14. században a Magyar Királysággal álltak hűbéri viszonyban, majd kivívták önállóságukat. A 16. századig független államok voltak, majd több mint három évszázadon át az Oszmán Birodalom fennhatósága alatt álltak, de belső autonómiával rendelkeztek.
A 19. század második felében a nemzetközi események következtében (krími háború) Havasalföld és Moldva függetlenné váltak a törököktől. 1859-ben a két terület nemzetgyűlése közös fejedelmének választotta Alexandru Ioan Cuzát,
majd a két fejedelemség 1862-ben egyesült. Az új ország neve Románia lett, Bukarest fővárossal, és a török birodalomban autonóm státuszt élvezett. A parlament 1866-ban Hohenzollern Károly porosz herceget választotta fejedelemmé.
Románia 1877-ben Oroszország oldalán belépett az orosz–török háborúba, és a török csapatok veresége után 1877. május 10-én parlamenti kiáltványban kinyilvánította állami függetlenségét, amelyet a San Stefanó-i béke révén az európai nagyhatalmak elismertek. A fejedelem 1881-ben I. Károly néven az ország első királya lett, és – a román alkotmány szerinti korlátozott jogkörrel – 1914-ig uralkodott. A korabeli Román Királysághoz tartozott Dél-Dobrudzsa is. Itt állt a román királyok nyaralója Balcsik városában, mely ma Bulgária területére esik.
A 20. század elején a román nemzeti mozgalom a királyságbeli és az erdélyi románság egyesítését tűzte ki célul. Románia 1916-ban az Antant oldalán belépett az első világháborúba, és a Déli-Kárpátok szorosain keresztül hátba támadta az Osztrák–Magyar Monarchiát. A főleg székelyekből álló honvédség feltartóztatta a románokat, majd az osztrák–magyar–német erősítés és megérkezése után néhány hét alatt kiverték őket Erdélyből, és bevonultak Bukarestbe. Az 1917-es orosz összeomlás után 1918 májusában a román kormány megkötötte a bukaresti békeszerződést, de hadseregét nem szerelte le. 1918 végén, az Osztrák–Magyar Monarchia katonai és politikai összeomlásakor a román hadsereg elfoglalta Erdélyt és Kelet-Magyarország egy részét. 1919 augusztusában a Magyar Tanácsköztársaság bukása miatt bekövetkező zűrzavart kihasználva, a román hadsereg bevonult Budapestre is, amit csak novemberben hagyott el.
Lásd még: Románia uralkodóinak listája

## Trianontól a II. világháború végéig

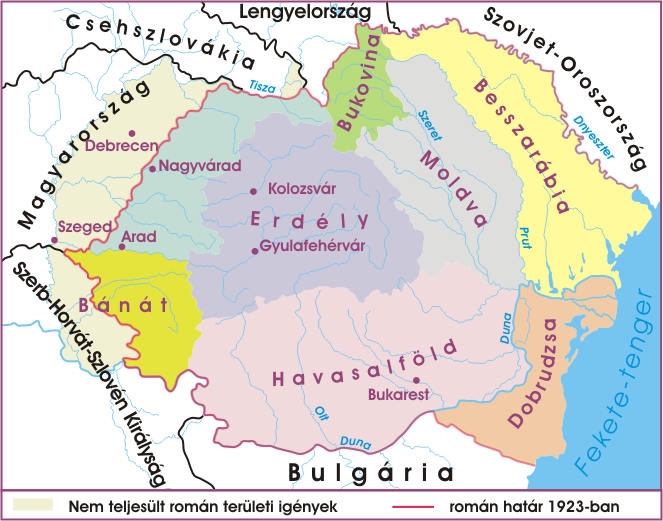
Nagy-Románia kialakulása

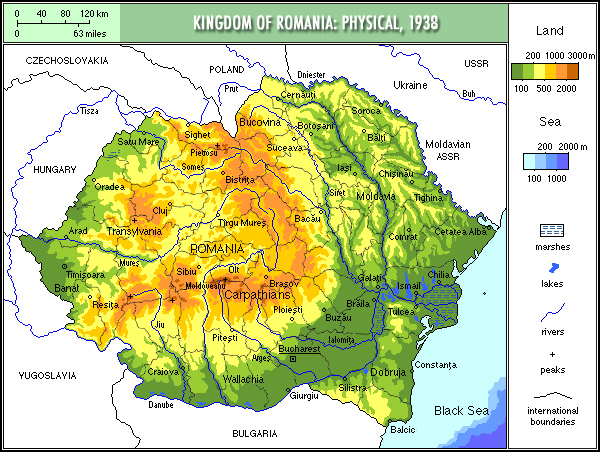
Románia, 1939

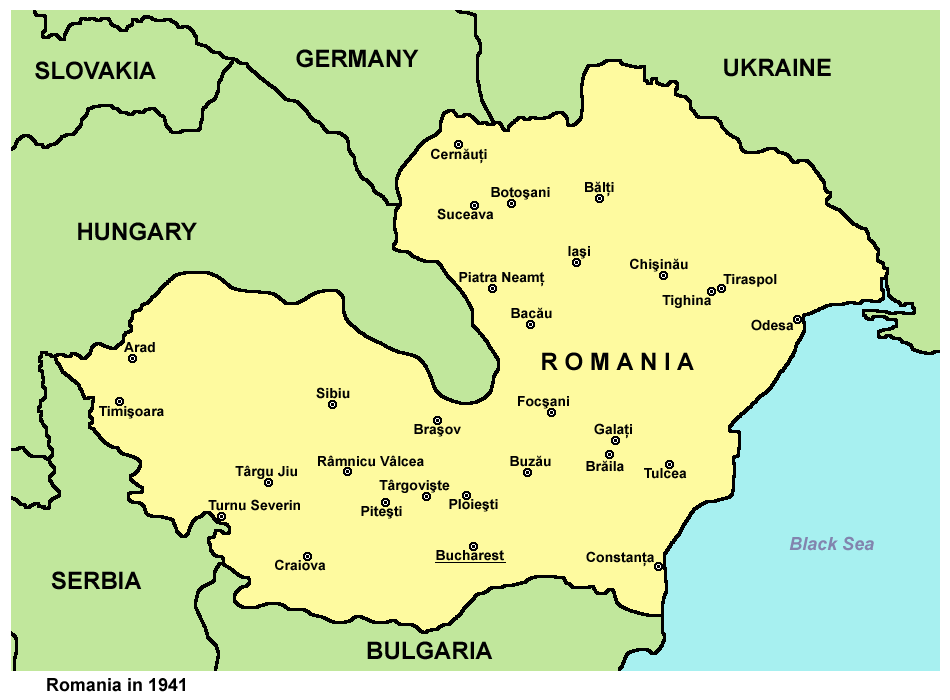
Románia, 1941

Az I. világháborút lezáró békeszerződés értelmében Románia része lett Erdély, a Bánság (Bánát) keleti része, az Alföld többi keleti vidéke Máramarossal (Partium) és Bukovina területének zöme, valamint a cári Oroszországtól elfoglalt, nagyrészt román lakosságú Besszarábia. Annak ellenére, hogy az Antanttal kötött szerződésben kikötötték, Románia nem köthet külön békét, mégis kötött, amikor a magyar-osztrák-német alakulatok a román támadást visszaverve bevonultak Bukarestbe.
Románia egy részét 1940-ben a Szovjetunió ismét magához csatolta, ez a terület lényegében ma Moldova, illetve kis része Ukrajnához tartozik. A második bécsi döntés értelmében ugyanebben az évben Magyarországhoz került Észak-Erdély és Székelyföld.
Románia a németek oldalán részt vett a második világháborúban, a keleti fronton több román hadsereg harcolt. 1940-44 között az Antonescu-rezsim uralkodott az országban, amely szabad kezet adott a román Vasgárdának. Ezek pogromokban és haláltáborokban több százezer zsidó és roma lakost végeztek ki. Észak-Erdély zsidóságát ugyanakkor a magyar kormány deportálta a német haláltáborokba (emiatt a túlélők máig kártérítést kapnak a magyar államtól). A II. világháború pusztításaiban körülbelül 800 000 civil és katona vesztette életét Romániában.
1944. augusztus 23-án, amikor a szovjet csapatok elérték a román határt, a katonai diktatúra megdőlt. A király vezetésével puccsot hajtottak végre és Románia sikerrel kiugrott a németek szövetségéből. A kiugrást többek között az tette lehetővé, hogy Hitler feltétlenül megbízott Ion Antonescu marsallban, így – ellentétben Magyarországgal – semmilyen kísérletet nem tett egy esetleges kiugrás megakadályozása érdekében. Románia számára a kiugrás megcsillantotta a lehetőséget: ismét megszerezheti Erdélyt, miközben az ennél kevésbé értékes Transznyisztriáról és Besszarábiáról kénytelen lemondani a Szovjetunió javára. Románia a szövetségesek oldalán harcolva fejezte be a háborút. Észak-Erdély és a Székelyföld ismét Románia részévé vált. 1944-45-ben Magyarországon 27 román hadosztály harcolt a szovjetek oldalán.

## A kommunista uralom időszaka
A második világháború után az ország a Szovjetunió erős nyomása alatt a kommunista tömb része lett.
1946-ban a román kommunista párt választási csalással átvette a hatalmat. A sztálinizmus évei alatt több százezer embert börtönöztek be politikai okokból, a börtönökben gyakori volt a testi kínzás. 1956-ban a magyarországi forradalommal való szimpatizálás vádjával több ezer erdélyi magyar személyt zártak börtönbe, sokakat meg is gyilkoltak közülük. A Szovjetunió a két ország kommunista vezetésének egyezsége alapján 1958-ban kivonta megszálló csapatait az országból, és ezután enyhült a diktatúra. A keleti blokk államai közt egyedül itt nem volt kötelező iskolai tantárgy az orosz nyelv. A 60-as évek végét és a 70-es évek elejét a gazdasági fejlődés és a relatív jólét jellemezte.
A szovjet csapatok kivonulása után az ország önálló külpolitikát folytatott. A 60-as években gazdasági kapcsolatot épített ki a nyugati világgal, és fontos közvetítői szerepet játszott a nemzetközi politikában, például békeközvetítő szerepet vállalt az 1967-es arab-izraeli háborút követő közel-keleti rendezési folyamatban. Ezzel az ország jelentős nemzetközi tekintélyre tett szert.
1965-től Nicolae Ceaușescu irányította az országot, aki a kifelé mutatott képpel szemben a belpolitikai életben személyi kultuszt és totális diktatúrát épített ki. Ceaușescu diktatúrájában kulcsszerepet kapott a román kommunista titkosrendőrség, a Securitate. Az elért gazdasági színvonal fenntartása érdekében a 70-es években az ország jelentős hiteleket vett fel a Nemzetközi Valutaalaptól és a Világbanktól. 1977 és 1981 között az államadósság emiatt 3 milliárd dollárról 10 milliárd dollárra nőtt, és a nyugati tőke erre hivatkozva megpróbált befolyást gyakorolni a politikai rendszer demokratizálására. Ezt megakadályozandó a 80-as években Ceaușescu súlyos gazdasági megszorításokat vezetett be, és 1989-ig Románia sikeresen vissza is fizette a nyugati államadósságokat. Ennek ára azonban a mély gazdasági válság és a lakosság teljes elszegényedése volt.

## A rendszerváltás után
Ceaușescu több évtizedes hatalmának az 1989. december 22-én kitört forradalom vetett véget. A véráldozatot is követelő népfelkelés a kommunista rendszer megdöntését eredményezte. A Ceaușescu-házaspár kivégzésének a médián keresztül az egész világ szemtanúja lehetett. A hatalmat a Nemzeti Megmentési Front Tanácsa vette át, amely többpártrendszeri választásokat és parlamenti demokráciát vezetett be az országban, bár az egykori kommunisták a demokratikusan választott kormányban is megmaradtak.
Az erdélyi magyarság vezetői (Tőkés László, Sütő András és mások) kezdeményező szerepet játszottak a forradalomban és a demokratikus átalakulásban. Létrejött a Romániai Magyar Demokrata Szövetség (RMDSZ), amely sikeres választási szereplése után fontos politikai tényező lett a parlamentben. A magyarok és románok között addig elhallgatott helyi etnikai feszültségek az 1990-es véres marosvásárhelyi zavargásokban csúcsosodtak ki.
1990-től 1996-ig az országot a Nemzeti Felszabadítási Frontból kivált politikai pártok koalíciója kormányozta Ion Iliescu államelnök vezetésével. Ezt az 1996-os választásokon ellenzéki győzelem és az Emil Constantinescu által vezetett koalíció kormányzása követte, majd 2000-től újra Iliescu és tábora volt hatalmon. Románia 2004-ben csatlakozott a NATO-hoz.
A 2004-es elnökválasztást Traian Băsescu nyerte meg. A kormányfő Călin Popescu-Tăriceanu lett, kormánya a Demokrata Párt, a Nemzeti Liberális Párt, Konzervatív Párt és az RMDSZ koalíciójára épült. 2005-ben tárgyalások kezdődtek Románia csatlakozásáról az Európai Unióhoz, amire 2007. január 1-jén került sor.
2008 végén Emil Boc került a miniszterelnöki székbe, ám egy évvel később kormánya egy elveszített bizalmi szavazás után nehéz helyzetbe került. 2009 végén Băsescu elnököt szoros eredménnyel újraválasztották, aki újra Emil Boc-ot jelölte kormányfőnek.
Románia elnöke, Traian Băsescu 2014-ben kijelentette, hogy Romániának és Moldovának egyesülnie kell, mivel mindkét országot ugyanaz a nép lakja. Szerinte Romániában a lakosság többsége támogatná az egyesülést, de Moldovában nem ismeri az emberek véleményét. A 2014 januári közvélemény-kutatások Moldovában a lakosságnak csak 22%-a támogatná az egyesülést.